# Photonectes margarita
Photonectes margarita är en fiskart som först beskrevs av Goode och Bean, 1896.  Photonectes margarita ingår i släktet Photonectes och familjen Stomiidae. Inga underarter finns listade i Catalogue of Life.